# Les Blagues de Toto (bande dessinée)
Pour les articles homonymes, voir Les Blagues de Toto (homonymie).
Les Blagues de Toto est une série de bande dessinée belge créée en 2004 par Thierry Coppée.

## Synopsis
Cette série, adaptée des célèbres blagues de Toto, met en scène un jeune garçon appelé Toto, qui fait toutes sortes de bêtises et qui revient parfois de l'école avec de mauvais bulletins. Elle est présentée sous forme de gags d'environ une page sans liens entre eux hormis les personnages.
Les albums Les blagues de Toto ont déjà été vendus à pas moins de deux millions d'exemplaires (ce qui est énorme pour une bande dessinée).

## Les personnages
- Toto : le héros de la série, très mauvais élève mais bien-aimé par ses camarades de classe.
- Olive Gilbarti : meilleure copine de Toto.
- Yassine Makhafi : meilleur ami de Toto, apparemment mauvais élève. C'est un gentil garçon d'origine arabe.
- Igor Jacostein : le premier de la classe, apparemment le fils de Madame Pêchoton, qu'il appelle "Maman".
- Mlle Jolibois : la maîtresse de l'école de Toto. Elle a des rouflaquettes.
- Mme. Pêchoton Jacostein, directrice de l'école de Toto.
- Mme. Blanquette : blanchisseuse de l'école de Toto
- L'infirmière : infirmière de l'école. Dans le dessin animé, elle apparait uniquement dans les épisodes La Visite médicale, Une espionne à l'école et dans Le Fantôme des toilettes dans lequel Mme. Pêchoton a des boutons sur le visage et où elle veut lui faire une piqûre et la poursuit puisqu'elle ne veut pas.)
- Mlle Gossein : professeur de sport. Elle est grosse et méchante.
- Bruno : concierge de l'école.
- Carole : meilleure amie de Olive.
- Jonas : ami de Toto souvent très vantard.
- Arnold : jeune garçon gourmand.
- Émile : uniquement dans la BD, brute. Dans la BD Sous les cahiers, la plage, il frappe Toto avec Igor et Toto va se plaindre à Mlle Jolibois et lui dit qu'il a mal. Elle lui demande où, mais Toto comprend où sont Igor et Émile
- Maximilien : uniquement dans la BD, camarade de classe de Toto
- Claire : la belle-mère de Toto. Ce personnage ne parle jamais (sauf dans une case lorsqu'elle prononce deux mots) et sert essentiellement de figurant.
- Fabrice : le beau-père de Toto
- Jérôme : père de Toto
- Sylvie : mère de Toto
- Nini : petite sœur de Toto

## Techniques scénaristiques
Pour chaque album, le premier gag se passe au début de l'année, au mois de septembre. L'album  se déroule sur une année scolaire, du 1er septembre au 31 août. Ça lui permet un moment d'être à Noël, au printemps. À la fin de l'album, c'est l'été. On envoie Toto en vacances, avec ses parents, à la mer ou bien à la montagne. C'est toujours le fil conducteur. Dans un album, il y a 15 pages "école" et 15 pages "maison". À la maison, ça peut être un gag chez le voisin, chez la grand-mère. Et à l'école, ça peut être dans la salle de classe, dans la cour de récréation, dans la salle de gym, ou même à la piscine.

## Albums
1. L'École des vannes. Delcourt, 2004.
2. La Rentrée des crasses. Delcourt, 2004.
3. Sous les cahiers, la plage. Delcourt, 2005.
4. Tueur à gags. Delcourt, 2006.
5. Le Maître blagueur. Delcourt, 2007.
6. L'As des pitres. Delcourt, 2008.
7. La classe qui rit. Delcourt, 2008.
8. L'élève dépasse le mètre. Delcourt, 2010.
9. Le Sot à ski. Delcourt, 2012.
10. L'Histoire drôle. Delcourt, 2013.
11. L'épreuve de farce. Delcourt, 2015.
12. Bête de concours. Delcourt, 2015.
13. Super Zéro. Delcourt, 2016.
14. Devoirs Citoyens. Delcourt, 2017.
15. Le Savant Fou rire, Delcourt, 2018.
16. Blagues to school, Delcourt, 2020.
17. Zéro, boulot, dodo, Delcourt, 2023.

## Récompenses
- Prix Canal J (2008) du Meilleur album jeunesse pour L'As des pitres, Tome 6 de la BD.

## Série télévisée
Une série télévisée d'animation est diffusé pour la première fois le 5 septembre 2010 sur M6 dans M6 Kid et les épisodes passent en boucle du lundi au vendredi sur cette chaîne TV.
Une nouvelle série, en images de synthèse cette fois, est diffusée sur la même chaîne en 2020.

## Film
Le tournage d'un film en prises de vue réelles adapté de la série de bande dessinée a lieu à l'été 2019. Le long-métrage, sort en août 2020, est réalisé par Pascal Bourdiaux. Ce film comprend à la distribution Guillaume de Tonquédec, Anne Marivin, Ramzy Bédia et Daniel Prévost. C'est le jeune acteur Gavril Dartevelle qui tient le rôle titre. une suite  Les Blagues de Toto 2 : Classe verte sorti en 2023 toujours réaliser par Pascal Bourdiaux ou Guillaume de Tonquédec et Anne Marivin sont de retour dans ce 2ème opus ou Hugo Trophardy joue le rôle de Toto dans ce 2ème volet.